# 俺んちものがたり!
『俺んちものがたり！』（おれんちものがたり）は1980年10月7日から1981年2月24日までTBSで放送されたテレビドラマ。全21回

## 概要
主人公・大吉が弟や妹たちの親代わりとして生活する姿をホームコメディタッチで描く。全26回の予定だったが21回で終了した。

## キャスト
- 春野大吉：井上順
- 藤川鮎子：多岐川裕美
- 春野恵：三原順子（のちの三原じゅん子）
- 春野秀：金田賢一
- 高岡健二
- 深雪：荒木由美子
- 光枝：岡まゆみ
- 平太：吉幾三
- 小百合：斉藤とも子
- 井上望
- 柿村眉子：萩原佐代子
- 佐藤佑介
- 穂積隆信
- 梅次：今村良樹
- 弘：曽我泰久
- 桃小路：長塚京三
- 夢子：伊佐山ひろ子
- 矢沢：石田純一
他

以下ゲスト
- 井上夏葉（第7話）
- 水野広（第10話）
- 下條アトム（第11話）
- 八木利美（第15話）
- 香坂みゆき（第16話）
- 藤木悠（第19話）

## スタッフ
- 脚本: 窪田篤人、黒土三男
- 演出: 山田高道、楠田泰之、松本健
- 制作: 木下プロダクション、TBS

## 放送タイトル
| 話数 | 放送日        | サブタイトル         | 脚本     | 演出     |
| ---- | ------------- | -------------------- | -------- | -------- |
| 1    | 1980年10月7日 | 天国から来た兄ちゃん | 窪田篤人 | 山田高道 |
| 2    | 10月14日      | 兄ちゃんなぜ泣くの   | 黒土三男 | 山田高道 |
| 3    | 10月21日      | 俺だってママ         | 窪田篤人 | 楠田泰之 |
| 4    | 10月28日      | 兄ちゃん大爆発       | 黒土三男 | 楠田泰之 |
| 5    | 11月4日       | 弟よ                 | 窪田篤人 | 山田高道 |
| 6    | 11月11日      | わが家はゴキゲン     | 黒土三男 | 松本健   |
| 7    | 11月18日      | 兄ちゃん結婚はムリよ | 黒土三男 | 楠田泰之 |
| 8    | 11月25日      | 大ちゃんしっかり！   | 窪田篤人 | 山田高道 |
| 9    | 12月2日       | 母ちゃんの匂い       | 黒土三男 | 松本健   |
| 10   | 12月9日       | 友情                 | 窪田篤人 | 山田高道 |
| 11   | 12月16日      | いい湯だな！         | 黒土三男 | 楠田泰之 |
| 12   | 12月23日      | 私の゛蒼い時〟       | 窪田篤人 | 松本健   |
| 13   | 12月30日      | ハッとしてホッとして | 窪田篤人 | 山田高道 |
| 14   | 1981年1月6日  | 初夢って正夢!?       | 黒土三男 | 楠田泰之 |
| 15   | 1月13日       | 共通一次試験です     | 窪田篤人 | 楠田泰之 |
| 16   | 1月20日       | ボクの恋人宣言       | 黒土三男 | 松本健   |
| 17   | 1月27日       | お別れ               | 黒土三男 | 山田高道 |
| 18   | 2月3日        | 愛しいヒト           | 窪田篤人 | 山田高道 |
| 19   | 2月10日       | 失恋ブルース         | 黒土三男 | 楠田泰之 |
| 20   | 2月17日       | 天国が呼んでいる     | 黒土三男 | 山田高道 |
| 21   | 2月24日       | やっぱり！           | 窪田篤人 | 山田高道 |

| TBS系 火曜20時台（1980年10月 - 1981年2月） | TBS系 火曜20時台（1980年10月 - 1981年2月） | TBS系 火曜20時台（1980年10月 - 1981年2月） |
| 前番組                                     | 番組名                                     | 次番組                                     |
| ------------------------------------------ | ------------------------------------------ | ------------------------------------------ |
| 青春諸君!夏                                | 俺んちものがたり!                          | 絶唱                                       |